# Vonjava golobica
Vonjavna golobica (znanstveno ime Russula amoenolens) je gliva iz rodu golobic (Russula).

## Značilnosti
Vonjavna golobica je nekoliko manjša vrsta golobic, ki ima od 3 do 6 cm širok rjavo siv klobuk, ki je sprva polkrožen in se kasneje zravna, pri starejših primerkih pa ima vdrto osredje. Rob gobe je nekoliko svetlejši od osredja in je pri starih gobah grebenasto nažlebkan. 
Lističi so bele ali sivkaste barve, srednje gosti in precej široki.
Valjast bet doseže višino od 3 do 6 cm in ima premer od 0,8 do 1,5 cm. Je belkaste barve, v dnišču pa je včasih rahlo bakreno rjav in proti lističem nekoliko razširjen.
Meso gobe je bledo belkasto in ima rahel vonj po siru in ribah ter močno pekoč okus.
Kemične reakcije na mesu klobuka:
- železov sulfat: svetlo sivo rožnata
- gvajak: temno zelena
- fenol: umazano rdečkasto rjava.[1]

## Razširjenost in življenjski prostor
Vonjavna golobica raste večinoma pod hrasti od zgodnjega poletja do pozne jeseni in je v Sloveniji razmeroma pogosta gobja vrsta.

## Mikroskopske značilnosti
Trosni odtis je bele barve. Trosi so elipsasti z medsebojno večinoma izoliranimi bradavicami. Merijo 6,3–8,1 x 4,7–6 μm.

## Podobne vrste
- sestrska golobica (Russula sororia) ima meso, ki v starosti porjavi

## Uporabnost
Strupena. Povzroča gastrointestinalni sindrom (zastrupitev prebavil). 

## Galerija slik
- značilno nažlebkan rob klobuka
- lističi in bet
- trosi